# フォボスの影

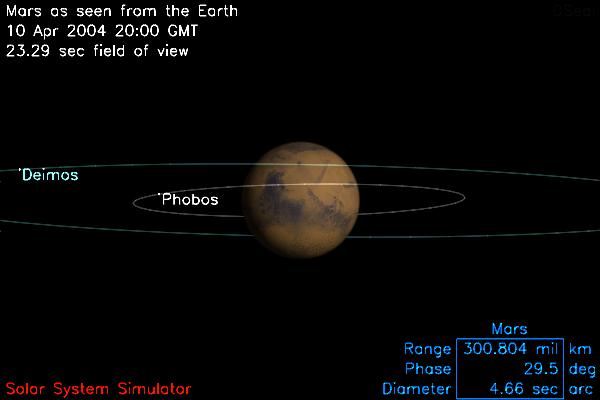
フォボスとダイモスの軌道

フォボスの影（フォボスのかげ）とは、火星の衛星であるフォボスが、火星表面に降り注ぐ太陽の光を部分的にさえぎることによって映し出される、半影のことである。フォボスは太陽系の衛星の中で最も主星に近い軌道を周回しているために、頻繁に火星表面に半影を映し出している。この影は、多数の宇宙探査機によって観察されている。半影が通過する地点ではフォボスの太陽面通過が観測される。

## 初期の観測

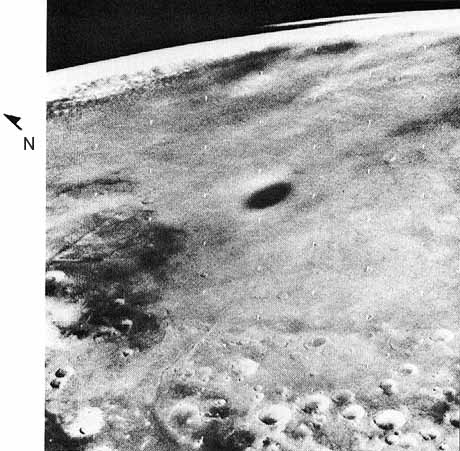
バイキング1号の周回船が撮影したフォボスの影。フォボスの影から数キロメートル北方にバイキング1号の着陸船がある。

1970年代、火星探査機バイキング1号の着陸船が、火星の表面を通過するフォボスの影を検出した。これは、フォボスの影が周囲の環境よりもわずかに暗くなっていることから発見された。フォボスの影は秒速2キロメートルの速さで火星表面を移動し、20秒ほどでバイキング1号の着陸船の撮影領域を通過した。フォボスの影はバイキング1号の周回船からも撮影された。
その後、フォボスの影の詳細な画像は、1997年に火星に到達した火星探査機マーズ・グローバル・サーベイヤーに搭載されていた高解像度カメラによって、1999年に撮影された。

## 1999年8月26日のフォボスの影

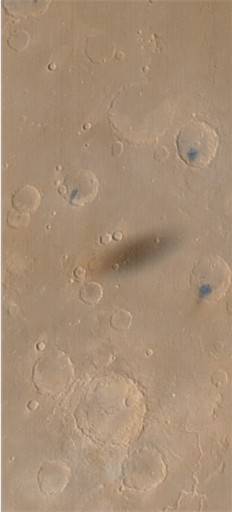
火星の地表に映るフォボスの半影。1999年8月26日 04:00:33 UTC にマーズ・グローバル・サーベイヤーが撮影。影の中心は北緯10.9度、西経49.2度。

フォボスの影は、1999年8月26日にマーズ・グローバル・サーベイヤーによって撮影された。この画像は、1999年11月1日にアメリカ航空宇宙局の報道発表によって公開された。
アメリカ航空宇宙局が発表した画像には時刻情報が記載されているが、実際にはフォボスの影が撮影された時刻とは一致していないことに注意して欲しい。この時刻は「画像の撮影開始時刻」である。この画像を撮影したマーズ・グローバル・サーベイヤーは、火星の南極と北極を通る極軌道を太陽同期軌道で周回し、117.65分で1周していた。そして直下に見える地形を軌道上を移動しながら撮影していたため、地球に送信される画像は非常に細く長い画像となった。撮影は南極から北極へ向かう際に行われるため、1枚の画像を撮影するためにはおよそ1時間を必要とした。マーズ・グローバル・サーベイヤーから送信された1枚の画像の高さは43200ピクセルであったことから、フォボスの影が撮影された実際の時刻は、ピクセル間の時刻差とフォボスの影が写っているピクセルを調べることによって算出される。
例えば、マーズ・グローバル・サーベイヤーによって撮影されたフォボスの影は、実際にはM04-03241とM04-03242を元に生成されている。これらの画像は高さ10800ピクセルの画像を4枚連結したものであり、1枚あたり80.4800ミリ秒を要している。フォボスの影は下から6400ピクセル目を中心に写っているため、実際にこのフォボスの影が撮影された時刻は、撮影開始から 6400 × 0.0848 × 4 = 2060.3 秒、すなわち34分と20.3秒後であることが分かる。撮影開始時刻は 03:26:13.01 UTC であるので、これに34分と20.3秒を加えた 04:00:33.3 UTC が、実際にフォボスの影が撮影された時刻となる。

## その他の画像
フォボスの影に関する画像は、上述の画像以外にも多数存在している。しかしながらこれらの画像はいずれも低解像度（27/4倍）である。これらの画像は、1999年11月1日にアメリカ航空宇宙局の報道発表によって公開された。